# Kup Nogometnog saveza Ličko-senjske županije 2013./14.
Kup Nogometnog saveza Ličko-senjske županije za sezonu 2013./14. je igran u proljetnom dijelu sezone. 
 Natjecanje je osvojila Croatia iz Ličkog Osika, koja je time stekla pravo nastupa u pretkolu Hrvatskog kupa u sezoni 2014./15. 

## Sudionici
U natjecanju je nastupilo 11 klubova, prikazani prema pripadnosti ligama u sezoni 2013./14.
|                                    | |  |
| 3. HNL – Zapad (III.) - Nehaj Senj | ŽNL Ličko-senjska (IV.) - Bunjevac Gavran Krivi Put - Croatia Lički Osik - Gacka 1925 Sinac - Gospić 91 - Lika 95 Korenica - Novalja - Otočac - Perušić - Plitvice Mukinje - Sokolac Brinje |  |

## Rezultati

### 1. kolo
Utakmice su bile na rasporedu 30. ožujka 2014.

| klub1              | klub2                     | rez.           |                                                 |
| ------------------ | ------------------------- | -------------- | ----------------------------------------------- |
| Gospić 91          | Bunjevac Gavran Krivi Put | 3:1            |                                                 |
| Croatia Lički Osik | Plitvice Mukinje          | 0:0 (4:2 11 m) | Croatia prošla boljim izvođenjem jedanaesteraca |
| Novalja            | Otočac                    | 2:1            |                                                 |
| Sokolac Brinje     | Lika 95 Korenica          | 0:1            |                                                 |
| Gacka 1925 Sinac   | Perušić                   | 2:4            |                                                 |

### 2. kolo
Utakmice su planirane za 16. travnja 2014., ali su igrane i u drugim terminima.

| klub1              | klub2      | rez. |  |
| ------------------ | ---------- | ---- |  |
| Gospić 91          | Nehaj Senj | 3:1  |  |
| Croatia Lički Osik | Novalja    | 2:0  |  |
| Lika 95 Korenica   | Perušić    | 1:6  |  |

### Poluzavršnica
Susret na rasporedu 14. svibnja 2014.
| klub1              | klub2              | rez.               |          |
| ------------------ | ------------------ | ------------------ | -------- |
| Perušić            | Gospić 91          | 1:2                |          |
| Croatia Lički Osik | Croatia Lički Osik | Croatia Lički Osik | slobodni |

### Završnica
Igra se 30. svibnja 2014. u Gospiću.
| klub1     | klub2              | rez.           |                                                           |
| --------- | ------------------ | -------------- | --------------------------------------------------------- |
| Gospić 91 | Croatia Lički Osik | 1:1 (5:6 11 m) | Croatia osvajač kupa nakon boljeg izvođenja jedanaesterca |

## Vanjske poveznice
- Nogometni savez Ličko-senjske županije